# 矢田寺

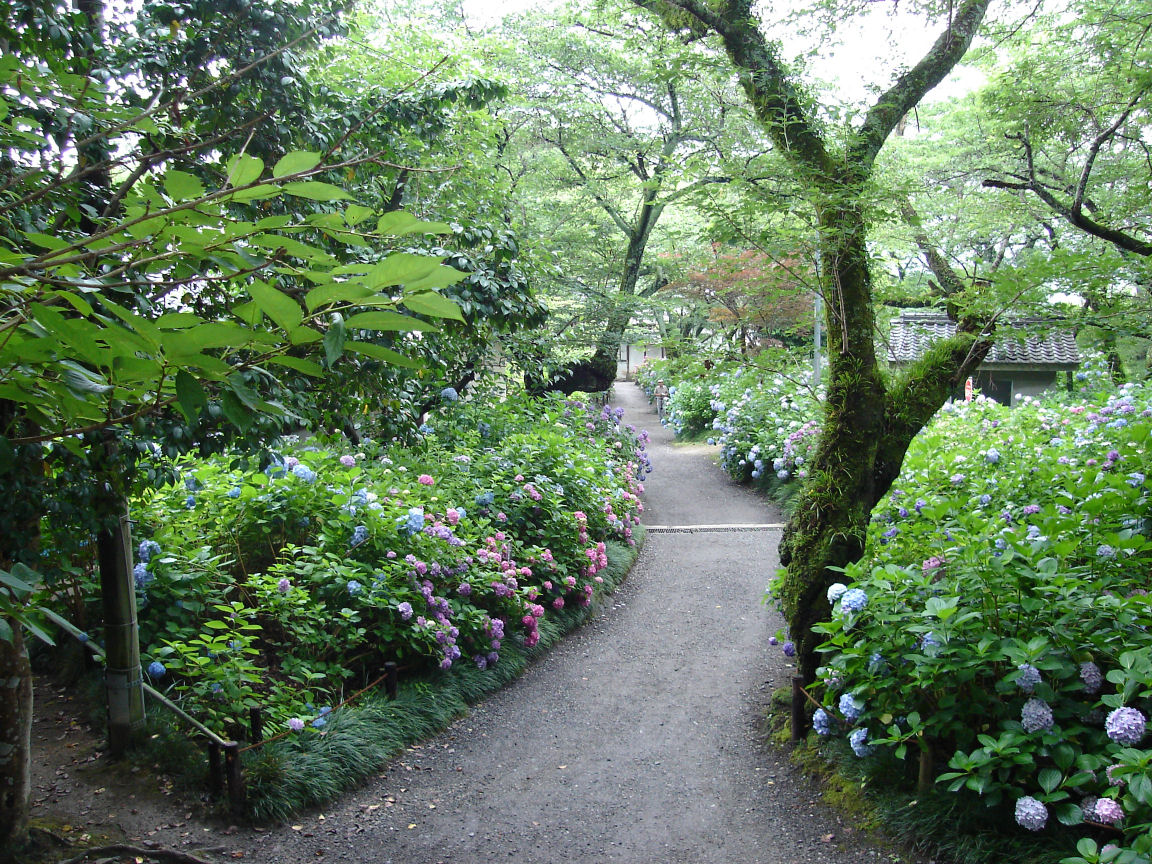
あじさい

矢田寺（やたでら）は、奈良県大和郡山市矢田町にある高野山真言宗の寺院。山号は矢田山。本尊は地蔵菩薩。正式名称を金剛山寺（こんごうせんじ）という。別名「あじさい寺」とも呼ばれ、境内には約10,000株、約60種のアジサイが植えられている。
なお、京都市中京区寺町通三条にある金剛山矢田寺は、現在は宗派が異なるが、京都矢田寺の寺伝によると奈良時代初期に当寺の別院として開かれたとされている。

## 歴史
寺伝によれば、大海人皇子が壬申の乱の戦勝祈願のために矢田山に登り、即位後の天武天皇5年（676年）に天皇の勅願によって智通が開き、七堂伽藍四十八坊を造営して十一面観音菩薩と吉祥天を安置したという。
弘仁年間（810年 - 824年）に満米上人により地蔵菩薩が安置されると、以降は地蔵信仰が中心となっていった。
その後、戦乱などにより多くの僧坊が焼失している。現在は矢田寺北僧坊・矢田寺大門坊・矢田寺念仏院・矢田寺南僧坊の4つの僧坊を総称して矢田寺と呼んでいる。なかでも矢田寺大門坊では、古くより容眞御流（ようしんごりゅう）華道の家元として華道研究も盛んに行われている。
矢田寺の名は万葉の昔からこの地の名が矢田の里であったことに由来する。
矢田寺の地蔵菩薩は「矢田型地蔵」と呼ばれ、右手が阿弥陀如来の来迎印のようになっているのが特徴である。

## 境内
- 本堂（奈良県指定有形文化財） - 正徳2年（1712年）に大修理が行われている。
- 鐘楼 - 梵鐘は奈良県指定有形文化財である。
- 十三重石塔
- 開山堂
- 御影堂 - 天武天皇像を祀る。
- あじさい園
- 舎利堂
- 大師堂
- 閻魔堂
- 菩薩堂
- 矢田寺八十八ケ所霊場石仏群
- 講堂
- 春日神社（重要文化財） - かつての鎮守社。矢田寺の境内にあるが、現在は独立している。
- 味噌なめ地蔵
- あじさい大庭園
- カンカン地蔵
- 山門
- 石造十三仏像（大和郡山市指定有形文化財） - 安土桃山時代作。

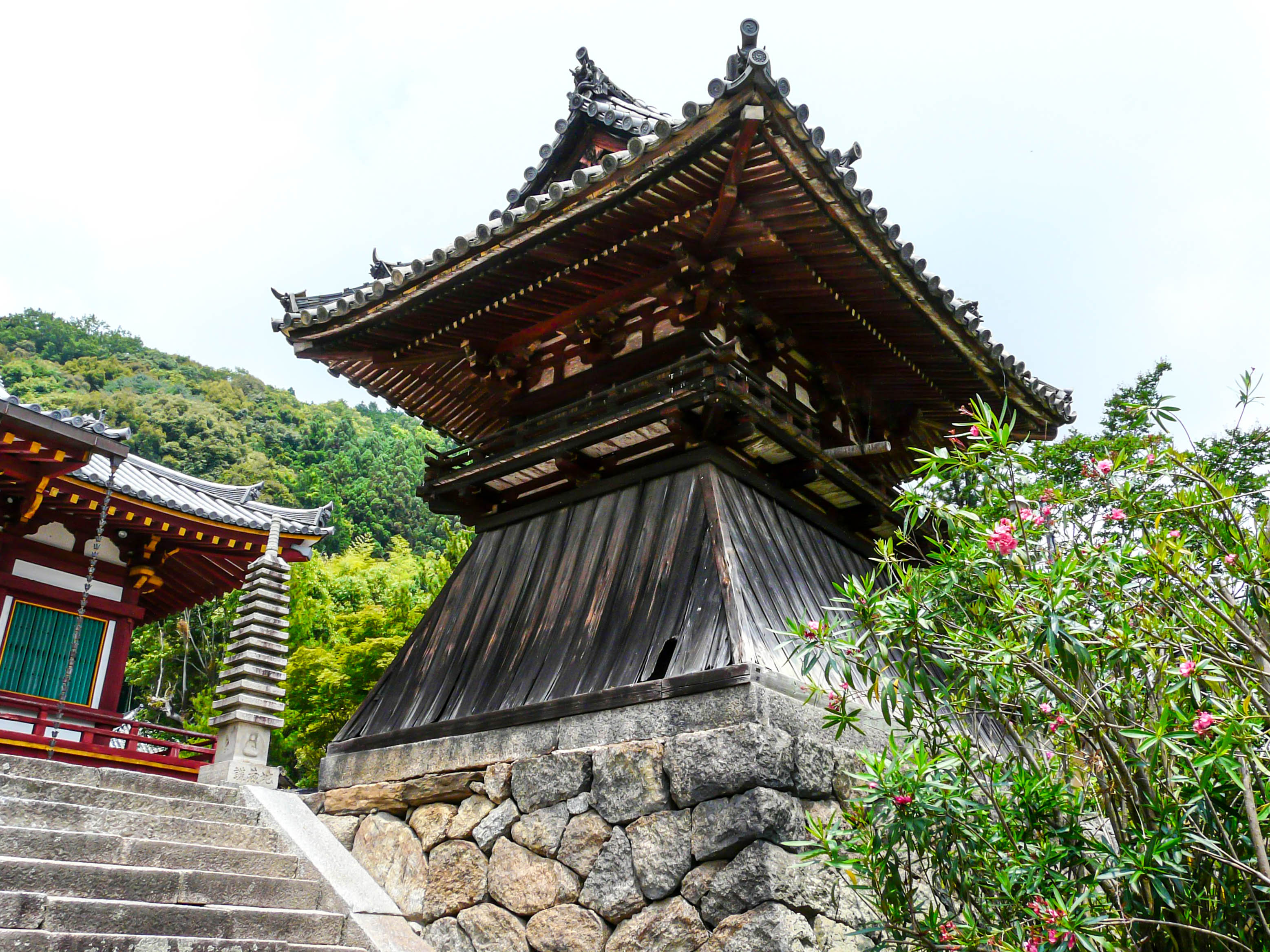
鐘楼
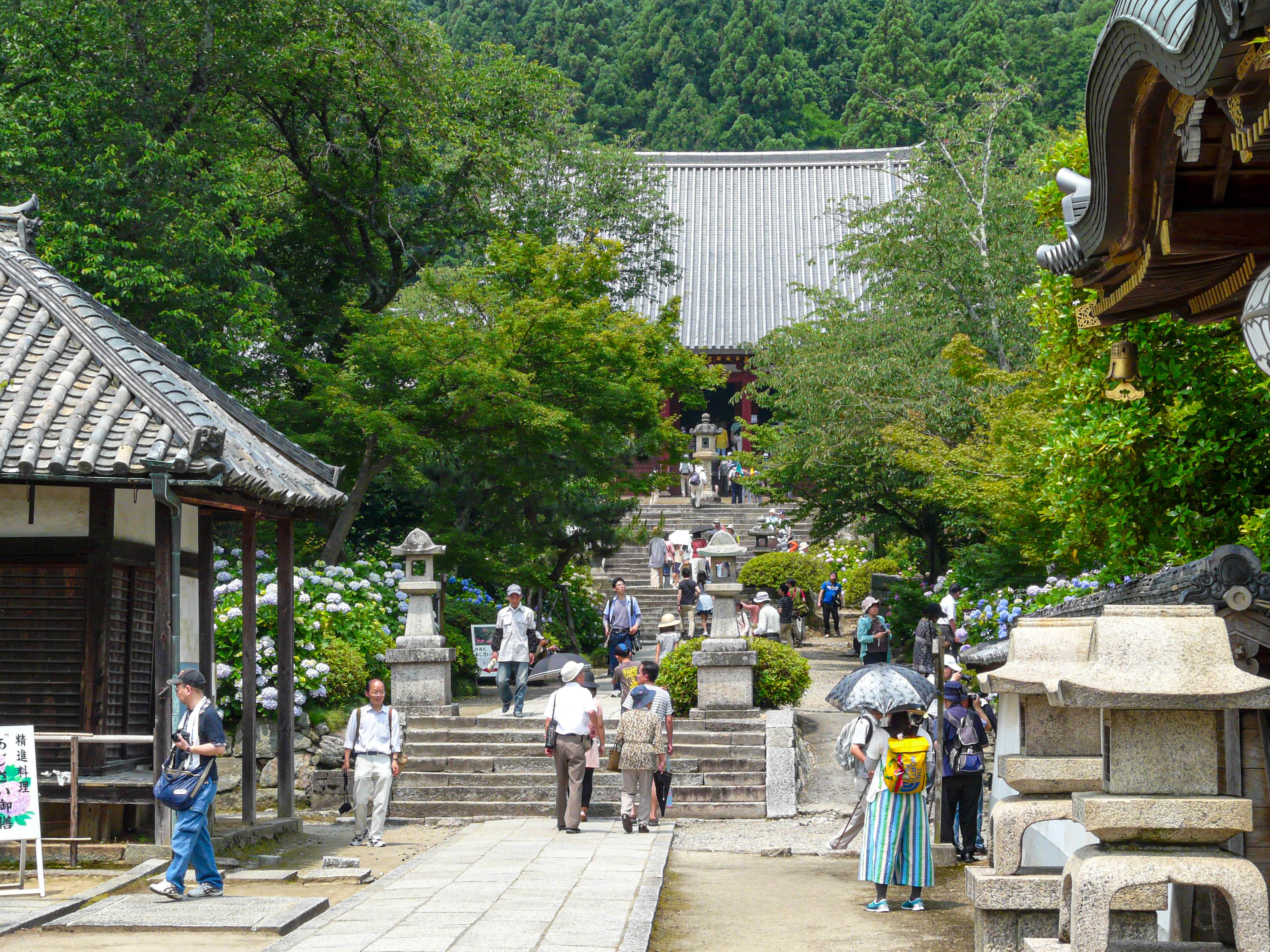
あじさい園開園時期の境内
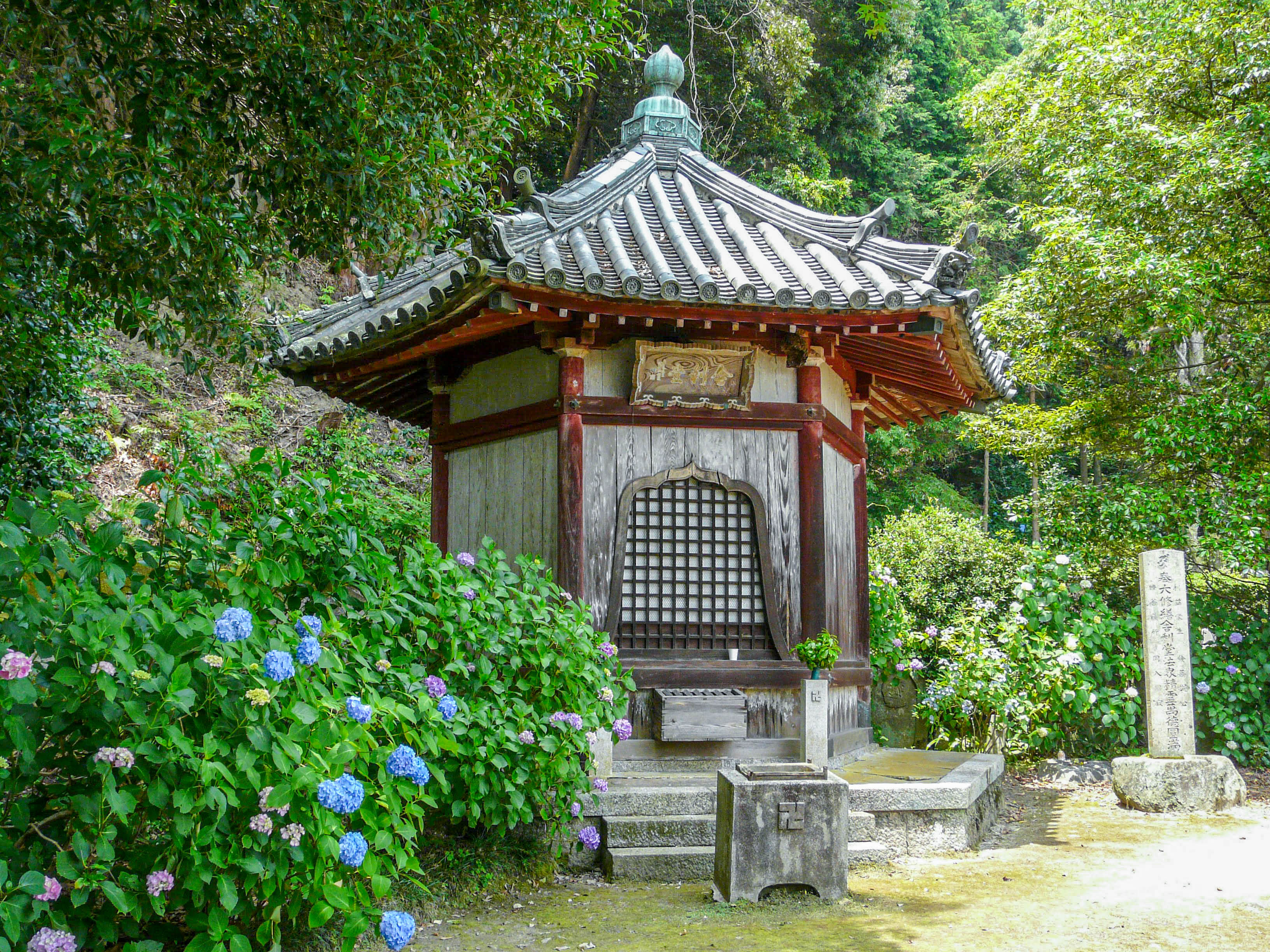
舎利堂
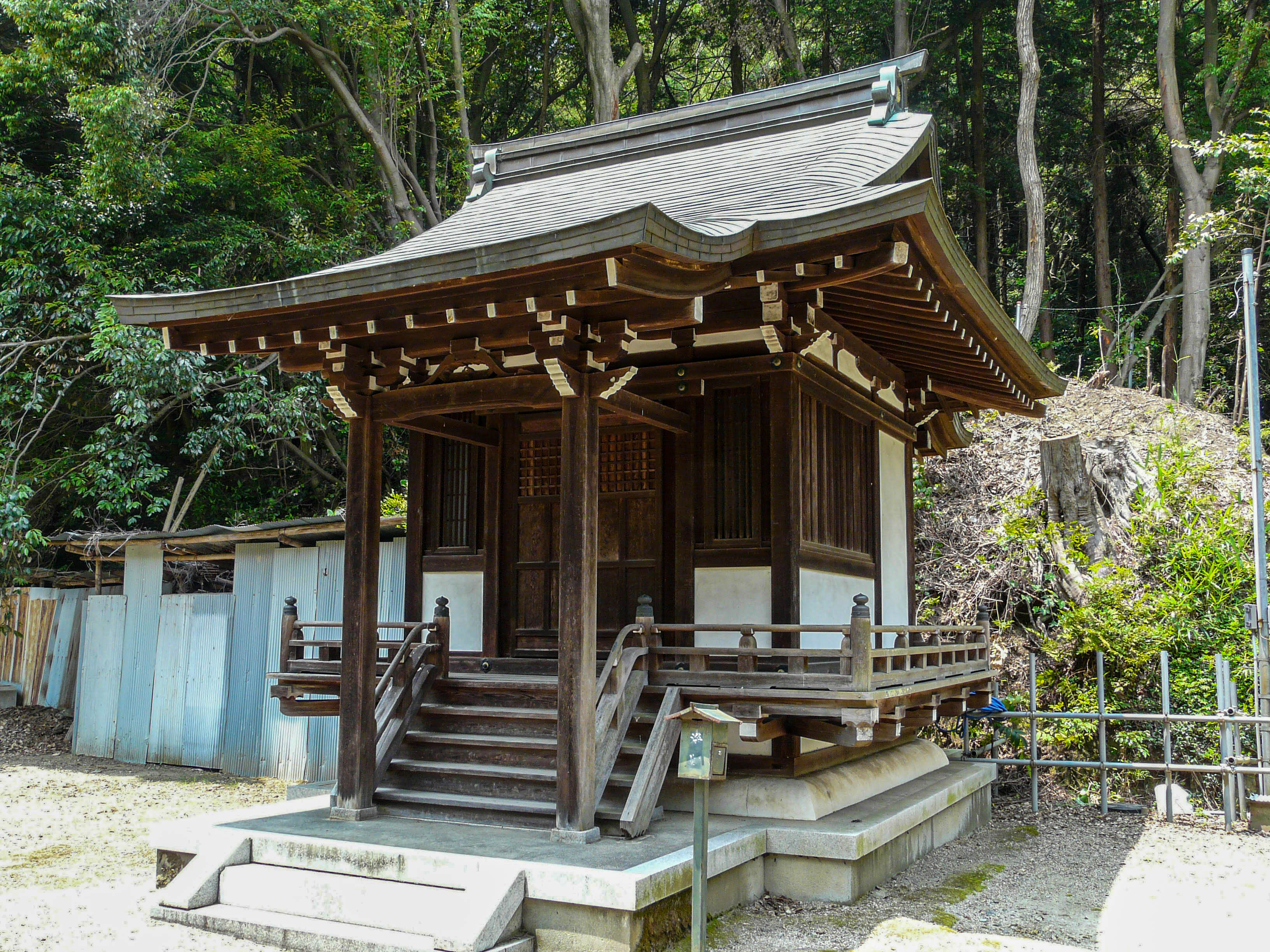
大師堂
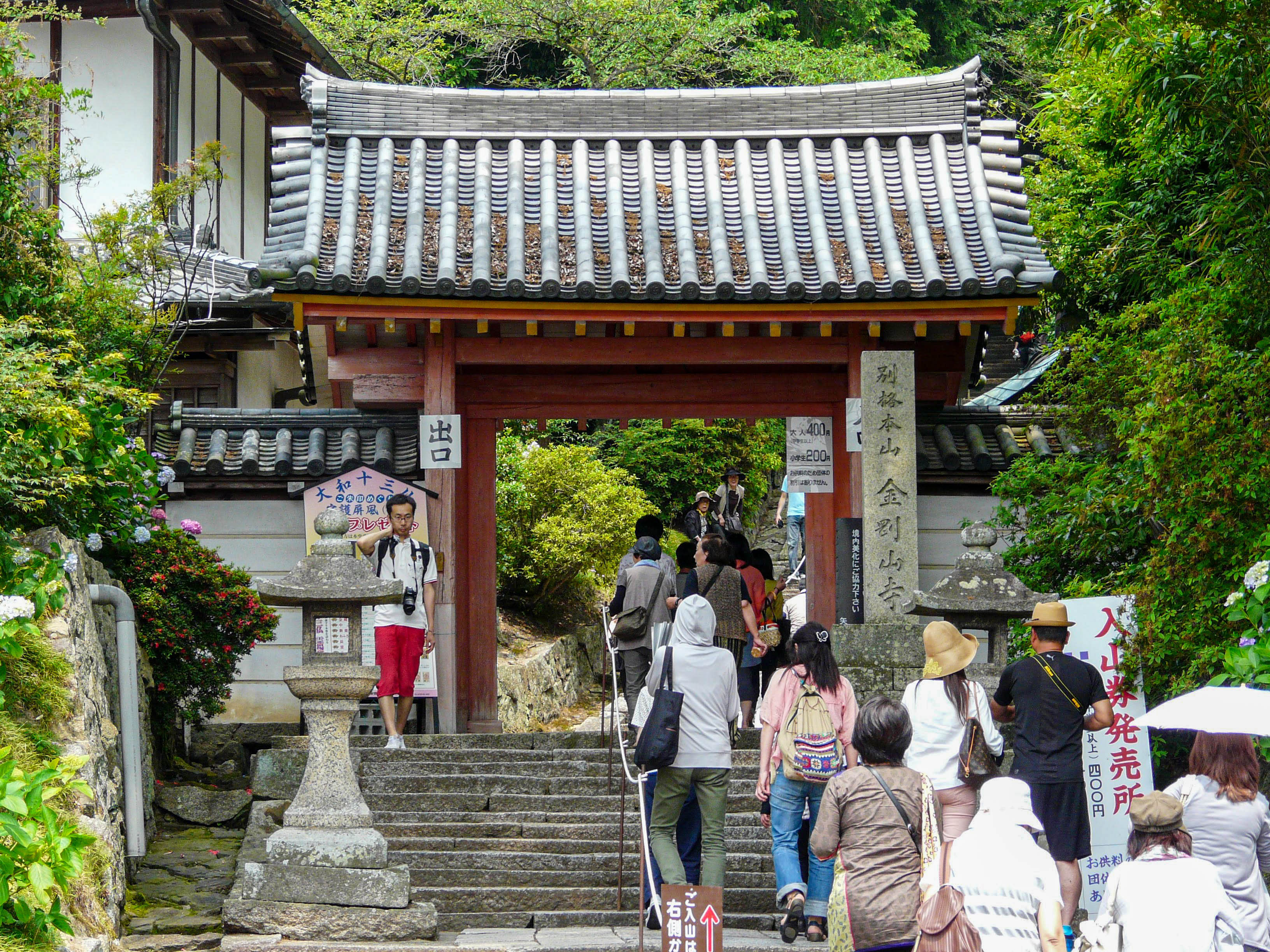
あじさい園開園時期の山門
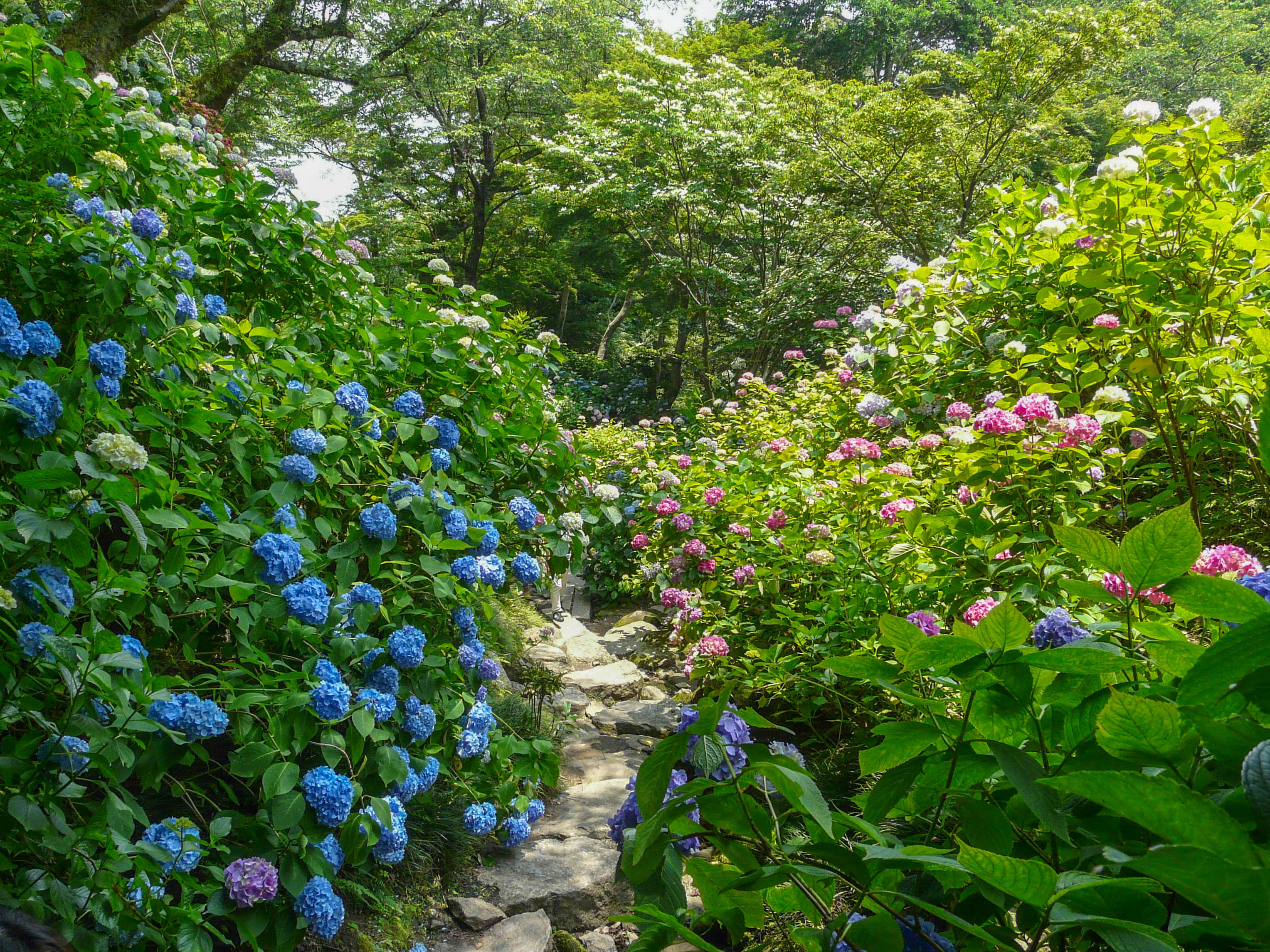
あじさい園
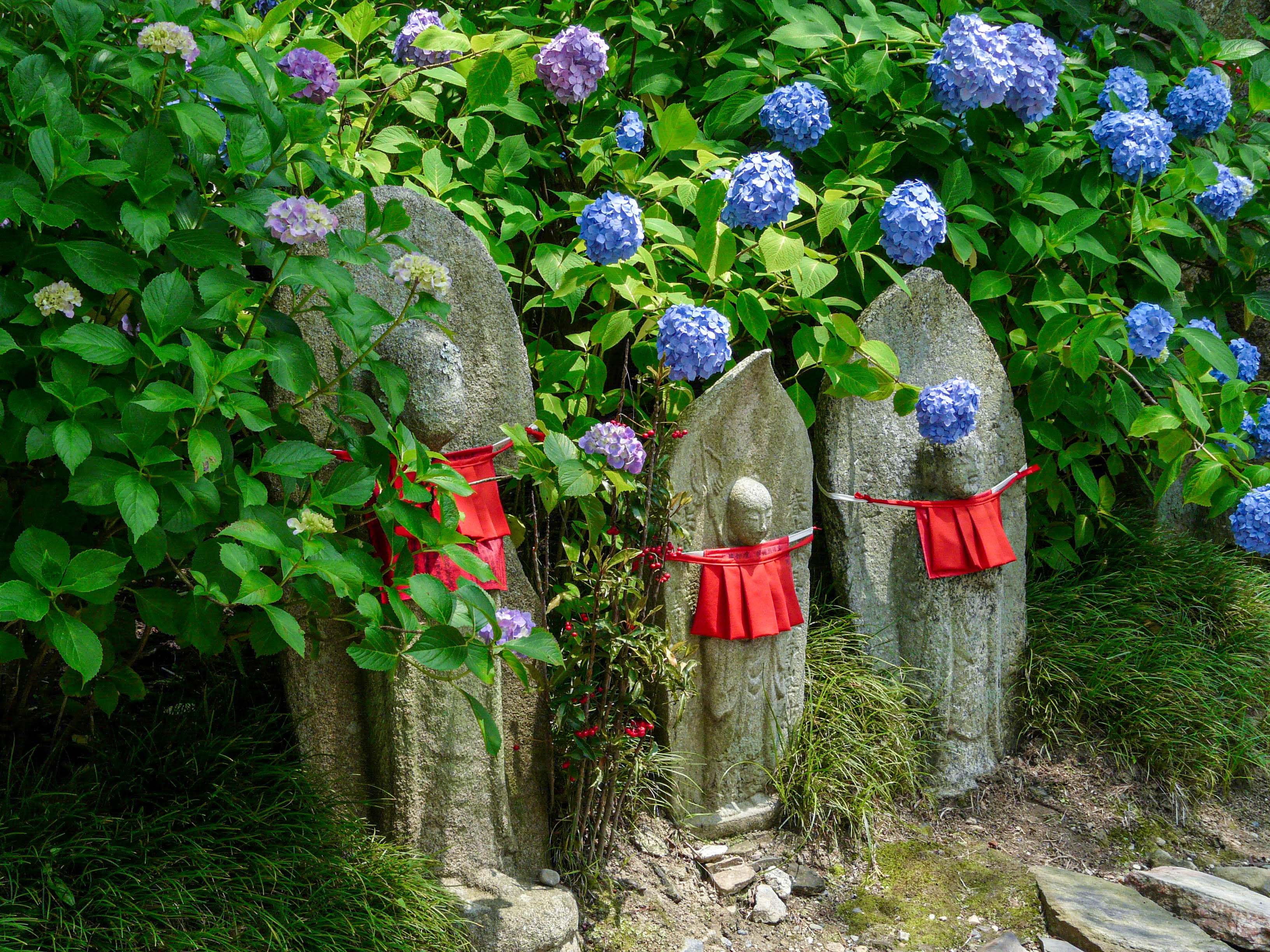
あじさい園
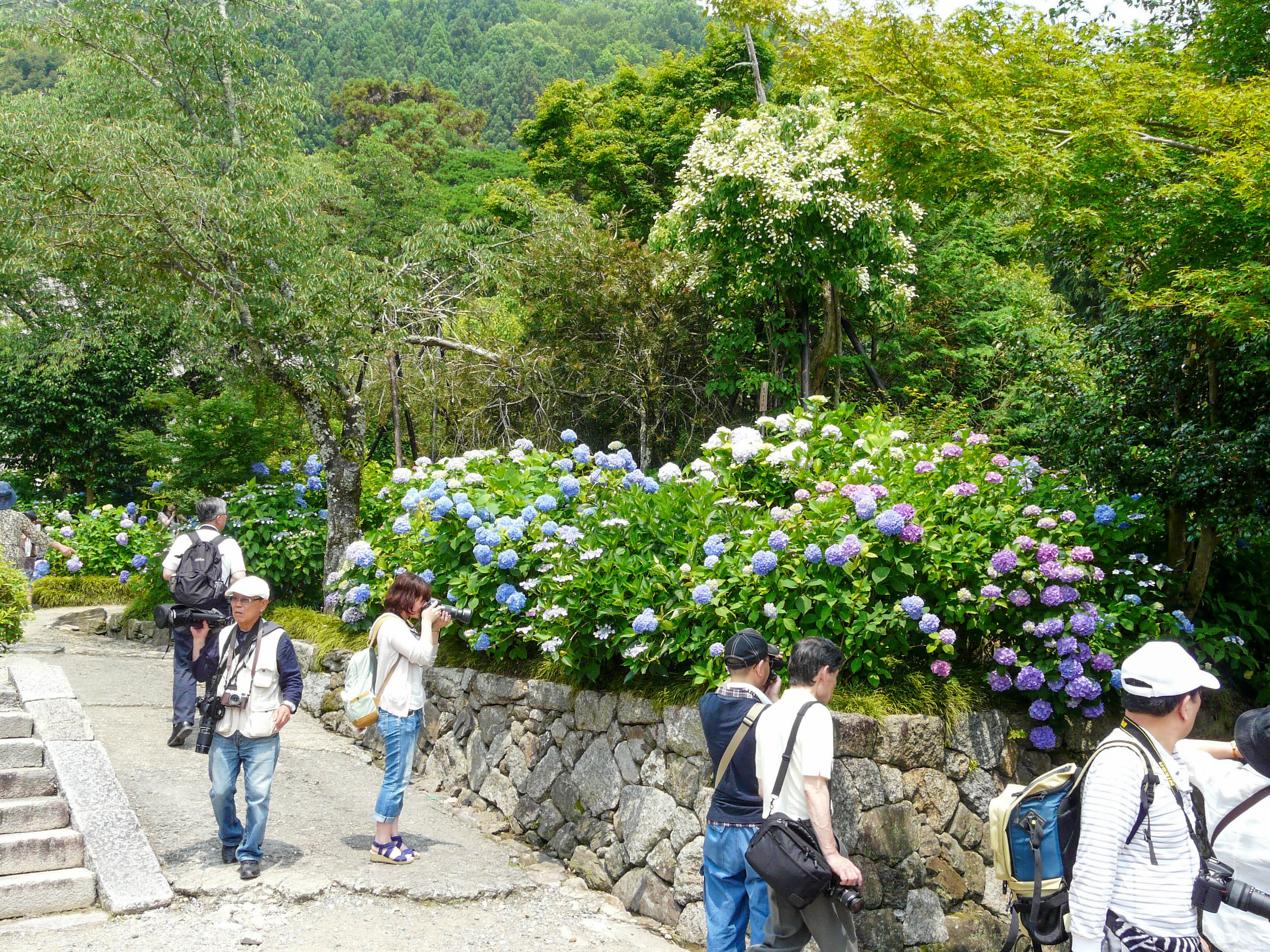
あじさい園

塔頭寺院
- 矢田寺北僧坊 - 準別格本山。本尊：不動明王。
- 矢田寺南僧坊 - 準別格本山。
- 矢田寺大門坊 - 準別格本山。
  - 聖天堂 - 塔頭・大門坊の山門左側にあり矢田聖天と呼ばれ、江戸時代中期・宝暦年間に高僧・慈雲尊者により勧請されたと伝わる[2]。
- 矢田寺念仏院 - 準別格本山。

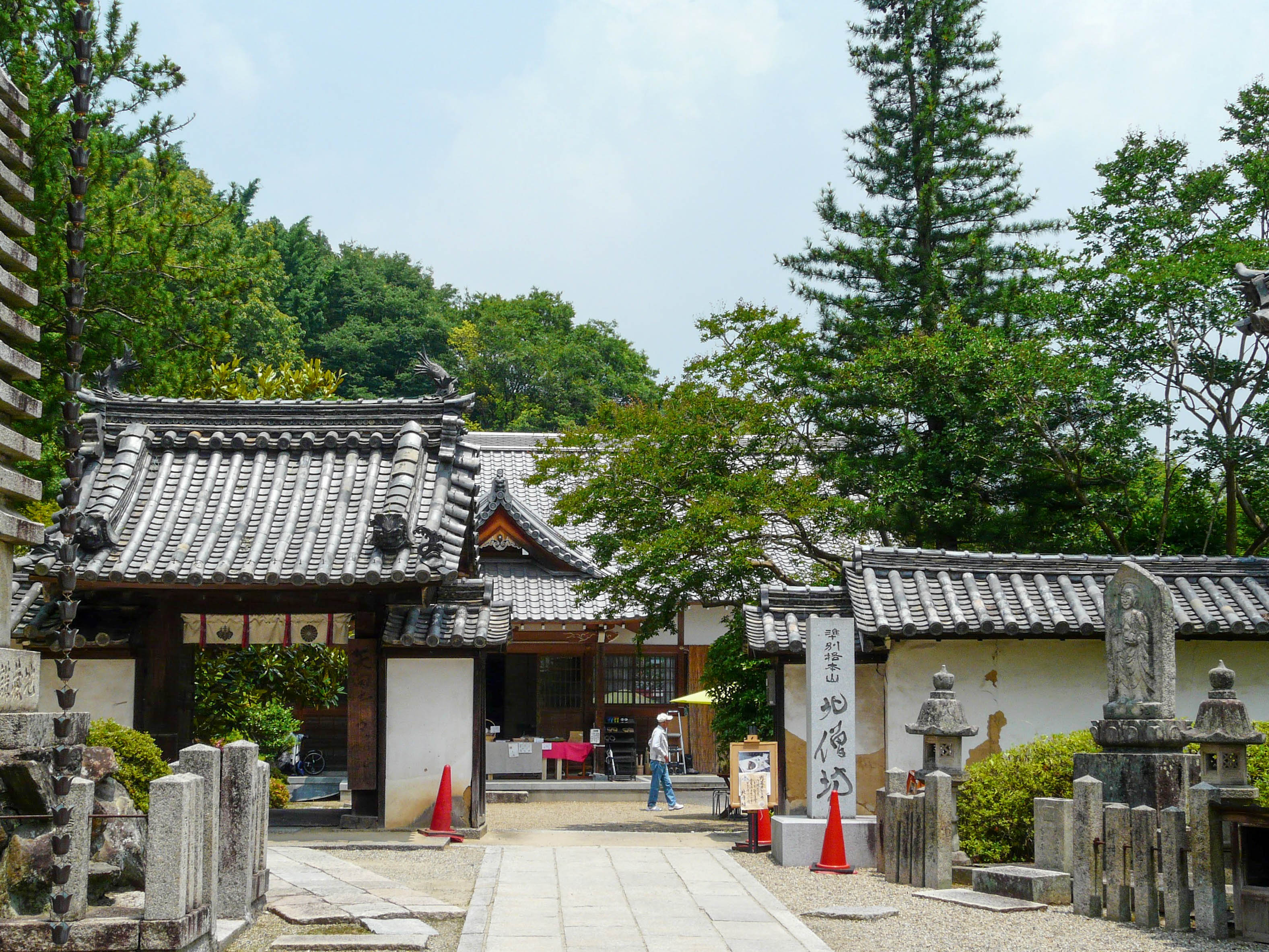
北僧坊
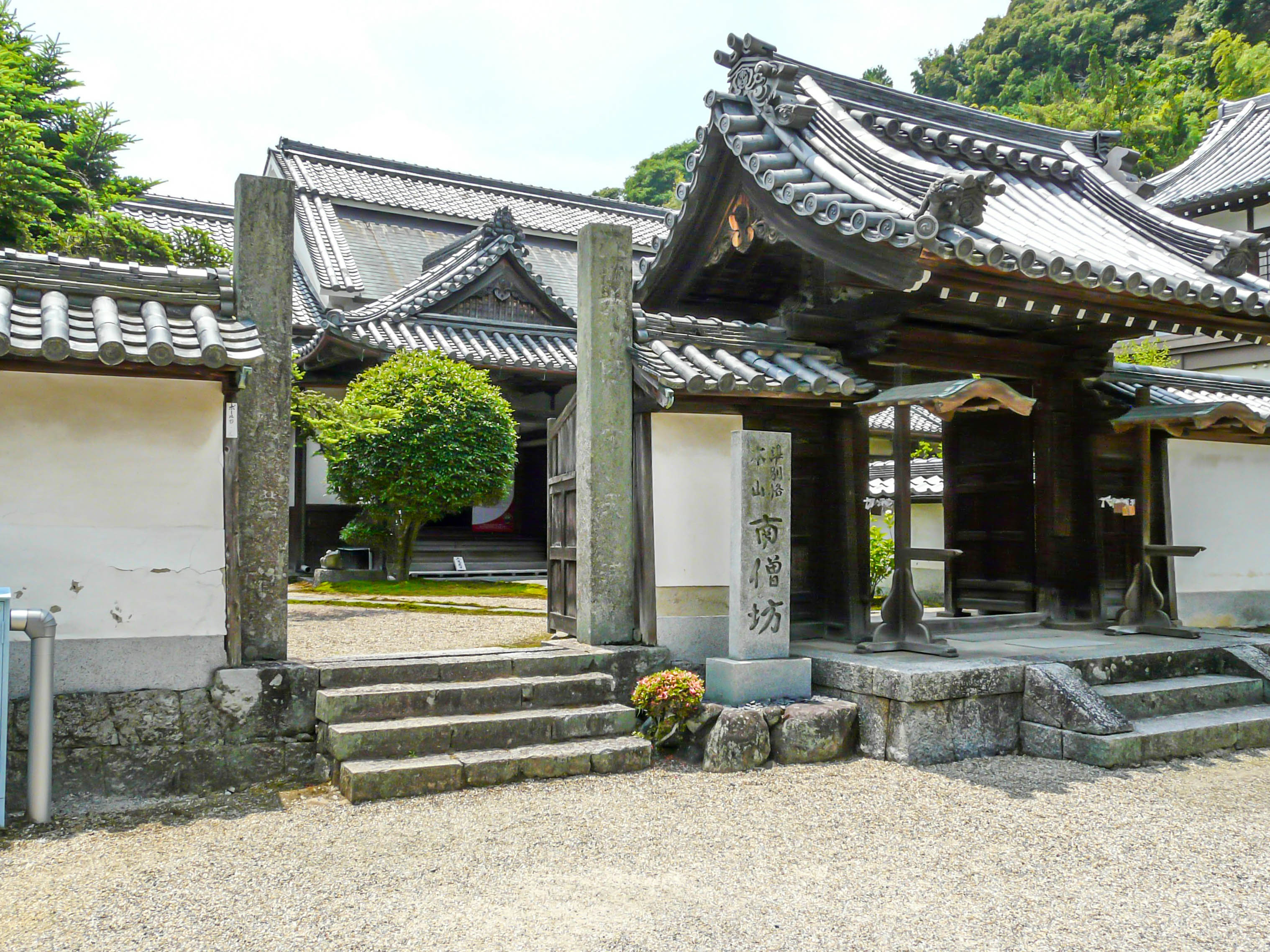
南僧坊
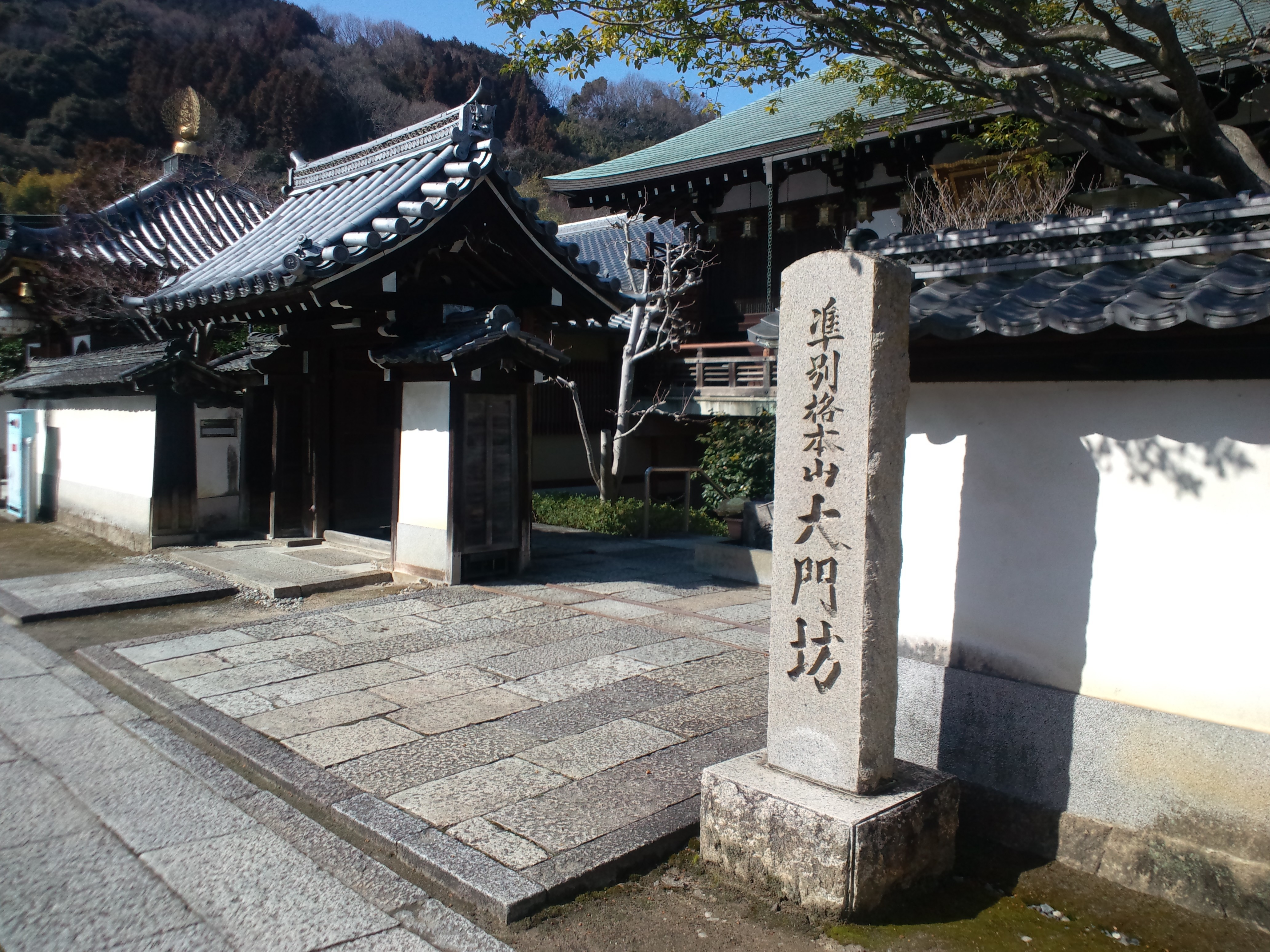
大門坊
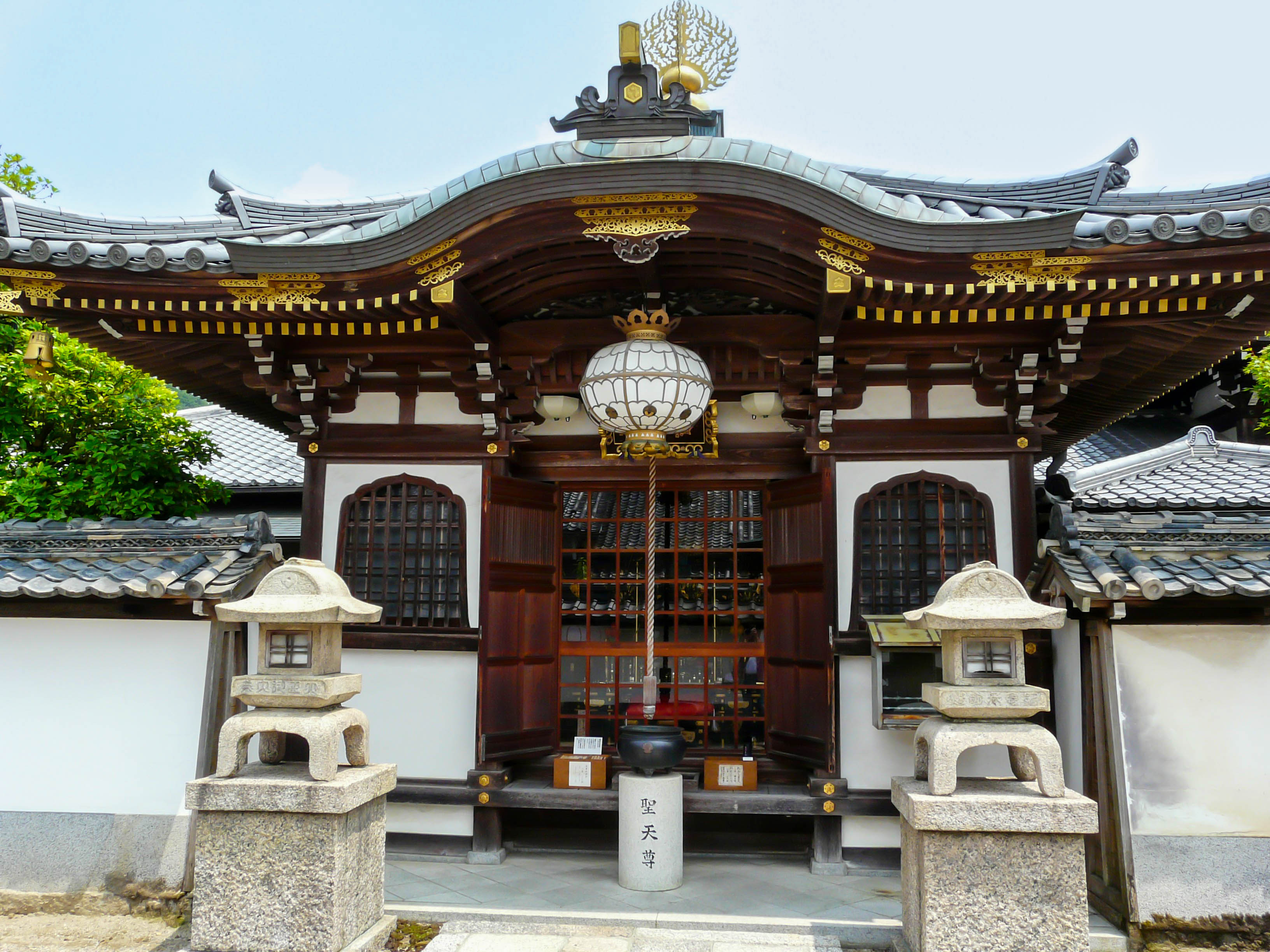
聖天堂
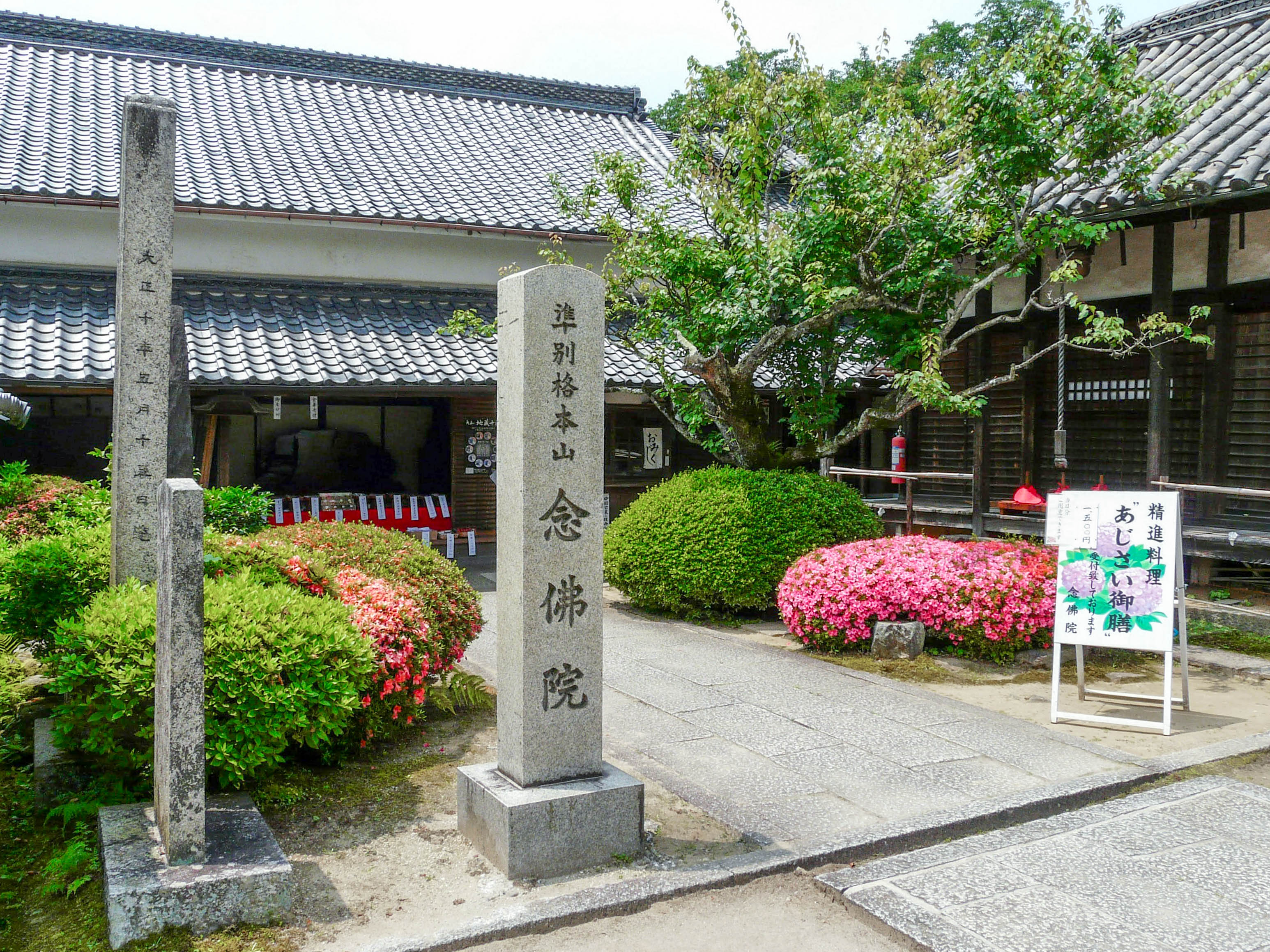
念仏院

## 文化財

### 重要文化財
- 木造地蔵菩薩立像 - 矢田寺本尊。
- 木造地蔵菩薩立像 - 試みの地蔵。
- 木造阿弥陀如来坐像
- 木造閻魔王倚像（奈良国立博物館寄託）[注釈 2]
- 木造司録坐像（奈良国立博物館寄託）
- 木造十一面観音立像
- 木造二天王立像（頭部欠）2躯[3][4]

体部は奈良時代の作。近世初期に改造されていたが、1999年（平成11年）に完成した解体修理で旧状に戻した。
- 木造虚空蔵菩薩坐像（矢田寺北僧坊所有）
- 木造毘沙門天立像（矢田寺南僧坊所有）
- 絹本著色矢田地蔵縁起 3幅
- 春日神社本殿 - 所有者は春日神社（金剛山寺とは別法人）

### 奈良県指定有形文化財
- 本堂
- 梵鐘（寛元4年（1246年）在銘）
- 黒漆舎利厨子 1基

### 大和郡山市指定有形文化財
- 石造十三仏像

※本節の出典：“史跡・文化財”.   大和郡山市. 2020年5月14日閲覧。

## 前後の札所
大和十三仏霊場
4 長岳寺　-　5 矢田寺　-　6 當麻寺中之坊
大和北部八十八ヶ所霊場
54 松尾寺　-　55 矢田寺　-　56 矢田寺観音堂　-　57 阿弥陀院
大和地蔵十福霊場
6 霊山寺　-　7 矢田寺　-　8 聖林寺

## アクセス
- 近鉄郡山駅（近鉄橿原線）より奈良交通バス（20系統 矢田寺ゆき）20分「矢田寺」下車、徒歩7分。 ※ただし、1日数本のみ。
- 近鉄郡山駅より奈良交通バス（71・72系統 小泉駅東口ゆき）14分「横山口」下車、徒歩25分。
- 西日本旅客鉄道（JR西日本）関西本線（大和路線）大和小泉駅より奈良交通バス（71・72系統 近鉄郡山駅ゆき）16分「横山口」下車、徒歩25分。
- 紫陽花シーズンの6月には奈良交通バスにより、近鉄郡山駅および法隆寺駅（JR大和路線）から矢田寺ゆきの臨時バスが運行される。（2024年は運行無し。[6]）